# 陳平庄紫微宮

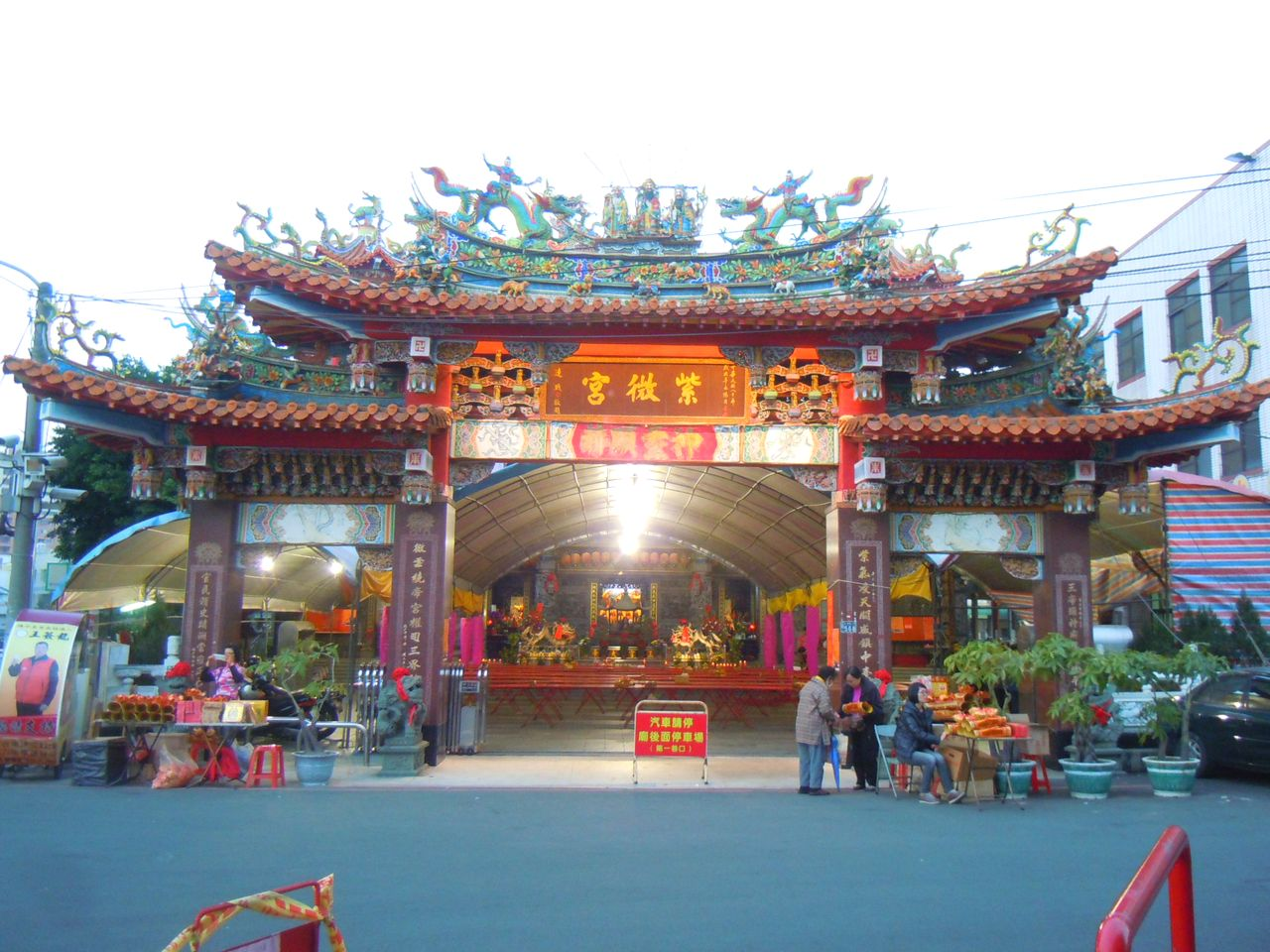
陳平庄紫微宮廟景。

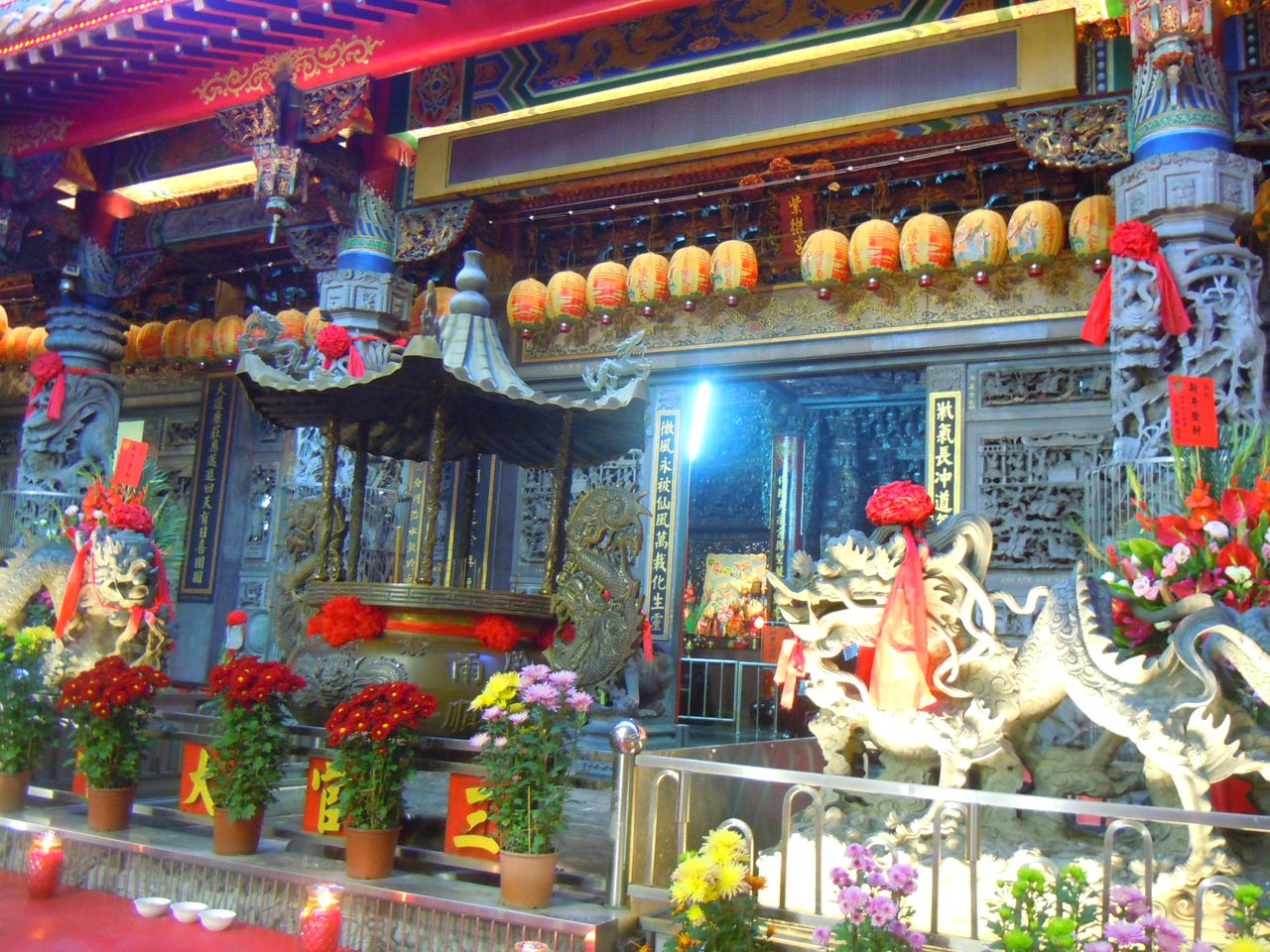
陳平庄紫微宮天公爐。

陳平庄紫微宮座落於臺中市北屯區陳平里，廟內奉祀三官大帝，民間稱為「三界公」，是一座半閩南式宮殿建築；在清雍正年間當時由福建福州府先民陳平恭請三官大帝神像渡烏水溝來台，該廟創建歷史約二百多年歷史了。

## 建廟
- 陳平其孫陳元謀在清乾隆六年（1741年）帶領族人由台南入墾陳平庄，並迎奉三官大帝至陳平庄內祭祀。
- 清同治六年（1867年），由陳媽色及族人等組成祭祀會輪值爐主。
- 清同治九年（1870年）集資購置祀田建廟曰「紫微亭」。
- 清同治十二年(1873)年十月，由當時陳四正等六十人，共同出資修建。
- 民國六十三（1974年）年三月二十六日成立管理委員會。
- 民國七十三年（1984年）廟名改為紫微宮。
- 民國七十四年（1985年）十一月動土重建二層古式宮殿廟宇至今，成為臺中市聞名之大廟宇之一。

## 奉祀神明

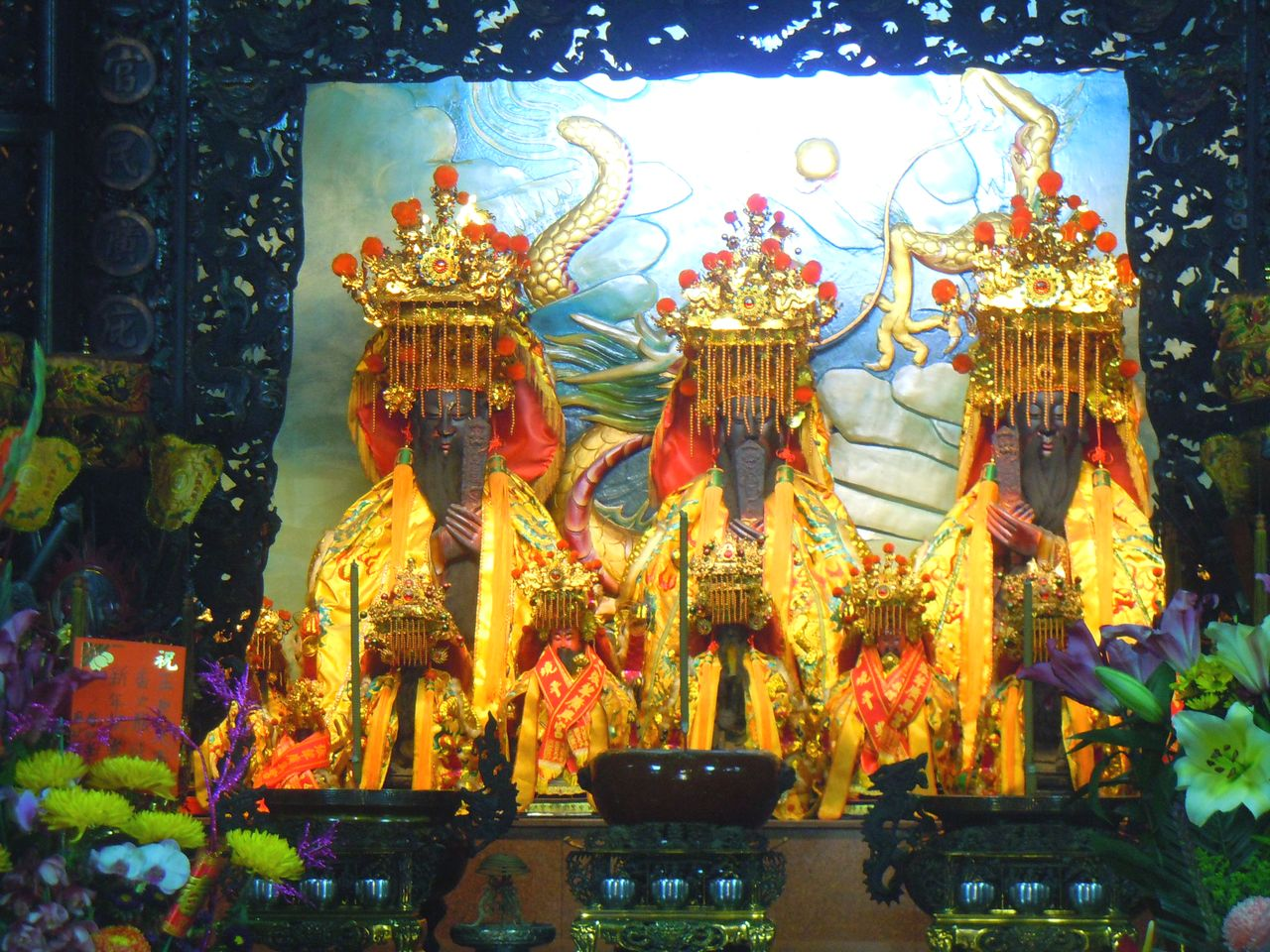
陳平庄紫微宮三官大帝。

- 一樓奉祀三官大帝，配祀神農大帝、城隍爺及福德正神。
- 二樓奉祀玉皇大帝，配祀太上道祖及瑤池金母。